# Lascaux

Lascaux (Inglês /læˈskoʊ/ la-SKOH, /USalsolɑːˈskoʊ/ lah-SKOH; em francês: Grotte de Lascaux fr, "Cavernas Lascaux") é um complexo de cavernas perto da comuna de Montignac, no departamento de Dordonha, no sudoeste da França, famosas por suas pinturas rupestres.
Mais de 600 pinturas murais parietais cobrem as paredes internas e os tetos da caverna. As investigações levadas a cabo durante os últimos decénios permitem situar a cronologia das pinturas no final do Solutrense e princípio do Madalenense, ou seja, 17.000 anos AP.
As paredes da caverna estão pintadas com bovídeos, cavalos, cervos, cabras e felinos, entre outros animais, que correspondem ao registro fóssil do Paleolítico Superior da região.
Em função da notável arte pré-histórica na caverna, Lascaux foi incluída na Lista do Patrimônio Mundial da UNESCO em 1979, como um elemento dos sítios pré-históricos e cavernas decoradas do Vale do rio Vézère.
As cavernas originais estão fechadas ao público desde 1963, devido à deterioração do seu estado, mas existem agora algumas réplicas abertas à visitação.

## Geografia e contexto geológico
A gruta fica no Périgord, na comuna de Montignac (Dordonha), a quarenta quilômetros a Sudeste de Périgueux.
Abre-se sobre a margem esquerda do rio Vézère, numa colina calcária do Cretáceo superior. Contrariamente a muitas outras cavernas da região, a de Lascaux, na França é relativamente «seca». Em efeito, uma camada de argila impermeável isola-a de qualquer infiltração de água, impedindo novas formações de concreções calcárias, etc.

## Descoberta
Foi descoberta no dia 12 de Setembro de 1940 por quatro adolescentes: Marcel Ravidat, Jacques Marsal, Georges Agnel e Simon Coencas, que avisaram ao seu antigo professor, Léon Laval. O pré-historiador Henri Breuil, refugiado na zona durante a ocupação nazi, foi o primeiro especialista que visitou Lascaux, em 21 de Setembro de 1940, em companhia de Jean Bouyssonnie e André Cheynier. H. Breuil foi também o primeiro em autenticá-la, descrevê-la e estudá-la. De seguido, realizou os primeiros calcos desde fins de 1940, passando vários meses in situ para analisar as obras, que atribuiu ao período perigordiano.
Depois de passar vários anos na Espanha, Portugal e África do Sul, Breuil voltou em 1949, prosseguindo às escavações com Séverin Blanc e Maurice Bourgon, ao pé da cena do poço, onde aguardava encontrar uma sepultura. O que tirou à luz foram pontas de azagaias, decoradas e feitas de chifre de rena
De 1952 a 1963, por encomenda de Breuil, foram efetuados novos levantamentos, sobre 120 m², de calcos por André Glory, que contabilizaram um total de 1.433 representações (hoje estão catalogadas 1.900).
Por essa mesma época, as representações parietais foram também estudadas por Annette Laming-Emperaire, André Leroi-Gourhan e, entre 1989 e 1999, por Norbert Aujoulat.

## Classificação
A caverna foi classificada entre os monumentos históricos da França desde o mesmo ano da sua descoberta, a 27 de Dezembro de 1940.
Em Outubro de 1979, foi incluída no Patrimônio Mundial da UNESCO, com outros sítios e grutas ornamentadas de um vale

## Descrição da caverna
A gruta de Lascaux é relativamente pequena: o conjunto dos corredores não ultrapassa os 250 m de comprimento, com um desnível de 30 m, aproximadamente. A parte decorada corresponde a um nível superior, pois o inferior está fechado pela presença de dióxido de carbono.
A entrada atual corresponde com a entrada pré-histórica.
Para facilidade de descrição, a caverna está tradicionalmente subdividida num certo número de zonas, denominadas salas ou corredores. Os nomes, imaginários, devem-se em parte a H. Breuil e fazem, com frequência referência à arquitetura religiosa:
- a primeira sala é a "Sala dos Touros" ou "Rotonda", de 17 m por 6 m de largura e 7 de altura;
- prolonga-se pelo "Divertículo axial", uma galeria mais estreita na mesma direção, mais ou menos do mesmo tamanho;
- depois da Sala dos Touros, à direita do Divertículo axial, acede-se à "Passagem", um corredor de dez metros;
- na prolongação da Passagem abre-se a "Nave", outro corredor mais elevado, com cerca de vinte metros;
- a Nave prossegue com uma parte não decorada, pois as paredes são pouco apropriadas, seguindo logo até ao "Divertículo dos Felinos", um estreito corredor com cerca de vinte metros;
- A "Abside" é uma sala redonda que se abre para Oeste, na confluência da Passagem e a Nave;
- O "Poço" abre-se no fundo da Abside. Seu acesso supõe uma baixada de 4 a 5 metros até ao começo do nível inferior.

As grutas não podem ser visitadas devido à exalação de CO2, porque a emissão desse gás, pela respiração, pode desfazer a pintura.

## As representações parietais
- A Sala dos Touros apresenta a composição mais espetacular de Lascaux. As paredes de calcita são inadequadas para gravuras, pelo qual só está enfeitada de pinturas, com frequência de dimensões não usuais: algumas medem até cinco metros de longo.

Duas fileiras de auroques estão encaradas entre si, duas de uma faixa e três da outra. Os dois auroques do lado norte vão acompanhados de uma dezena de cavalos e de um grande animal enigmático, pois ostenta dois traços retilíneos sobre a testa, que lhe deram o apelido de «unicórnio». No lado sul, há três grandes auroques que ladeiam três menores, pintados a vermelho, bem como seis pequenos cervos e o único urso da gruta, solapado no ventre de um auroque e de difícil interpretação.
- O Divertículo axial está também ornamentado de bovídeos, junto de cavalos acompanhados por cervos e de cabritos. Um desenho representando um cavalo a fugir foi pintado com giz de manganês a uns 2,50 metros do chão. Alguns animais foram pintados no teto, parecendo saltar de uma a outra parede. Com estas representações, que devem ter precisado do uso de andaimes, entremesclaram-se numerosos signos (bastões, pontos e retângulos).
- A Passagem apresenta uma decoração muito degradada de antigo, nomeadamente pelas correntes de ar.
- A Nave contém quatro grupos de figuras: o painel da Pegada (l'Empreinte), o da Vaca negra, o dos Cervos nadando, bem como o dos Bisões cruzados. Estas obras estão acompanhadas por inumeráveis signos geométricos, misteriosos, nomeadamente de tabuleiros coloreados, que H. Breuil qualificou de «brasões».
- O Divertículo dos Felinos deve o seu nome a um grupo de felinos, dos quais um parece estar a urinar para marcar o território. De difícil acesso, podem-se ver aqui gravuras de feras de feitura muito ingênua. Encontram-se também outros animais associados a signos, como uma representação de cavalo visto de frente, algo excepcional na arte paleolítica, pois os animais são, em geral, representados de perfil ou com uma perspectiva torcida.
- A Abside contém mais de mil gravuras, algumas superpostas a pinturas, correspondendo a animais e signos. Aqui está a única rena figurada de Lascaux.
- O Poço apresenta a cena mais misteriosa de Lascaux: um homem, com cabeça de pássaro e de sexo erecto, pareça cair, investido talvez por um bisão desventrado por uma azagaia; de lado está representado um objeto alongado sobreposto a uma ave, que talvez seja um propulsor; na esquerda, um rinoceronte parece afastar-se. Na parede oposta, há também representado um cavalo. Dois grupos de signos são de notar nesta composição:
  - entre o homem e o rinoceronte, três pares de ponteados de dedos que também se observam no fundo do Divertículo dos Felinos, ou seja, na parte mais recôndita da gruta;
  - sobre o homem e o bisão, um signo barbado complexo que se reproduz em outras paredes da caverna, e assim mesmo nas pontas das azagaias e nas lâmpadas de Grés, que se encontraram nas proximidades.

Achamo-nos aqui com uma cena, na qual os diferentes elementos estão relacionados uns com outros, e não com uma justaposição de animais ou de signos sobre a mesma parede, como é o mais frequente no caso da arte paleolítica. Para A. Leroi-Gourhan, esta cena evoca provavelmente um episódio mitológico, cuja significação é difícil de estabelecer.

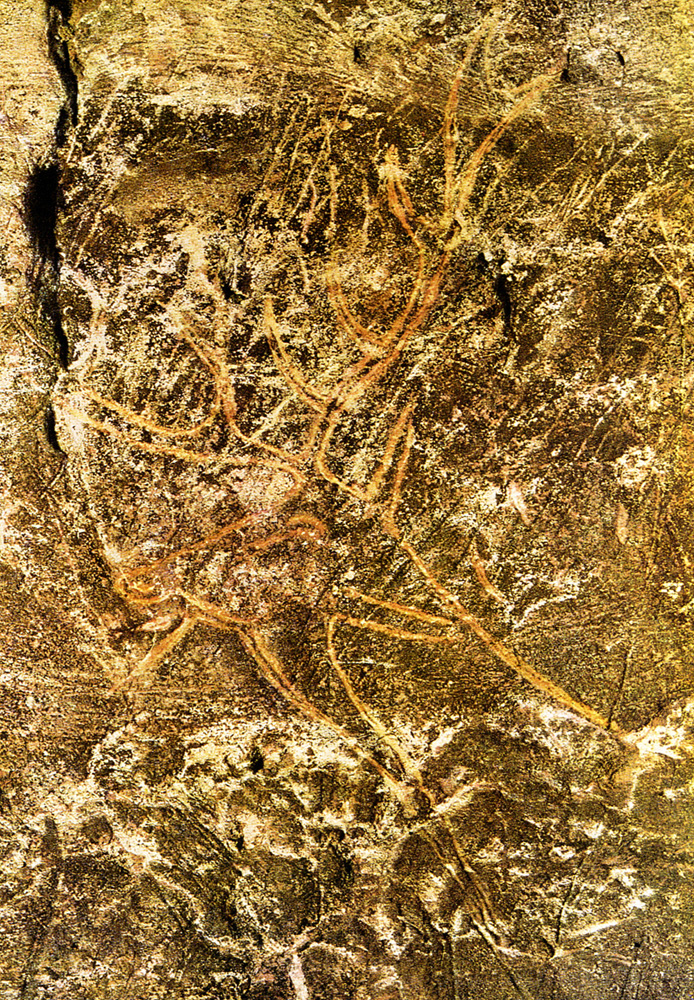
Cerva gravura da Abside.
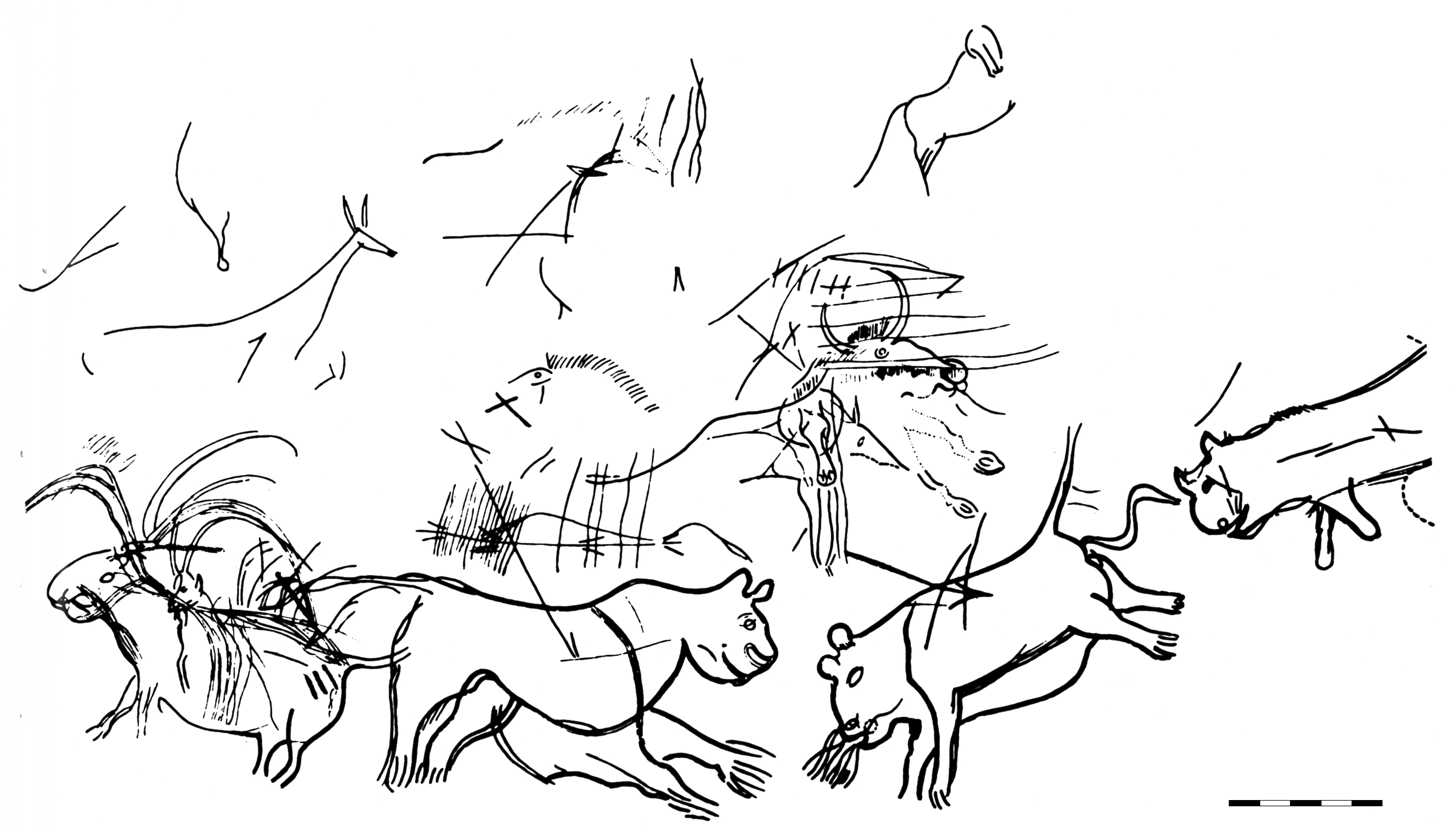
Gravuras do Divertículo dos Felinos, calco de A. Glory.

## Lascaux II

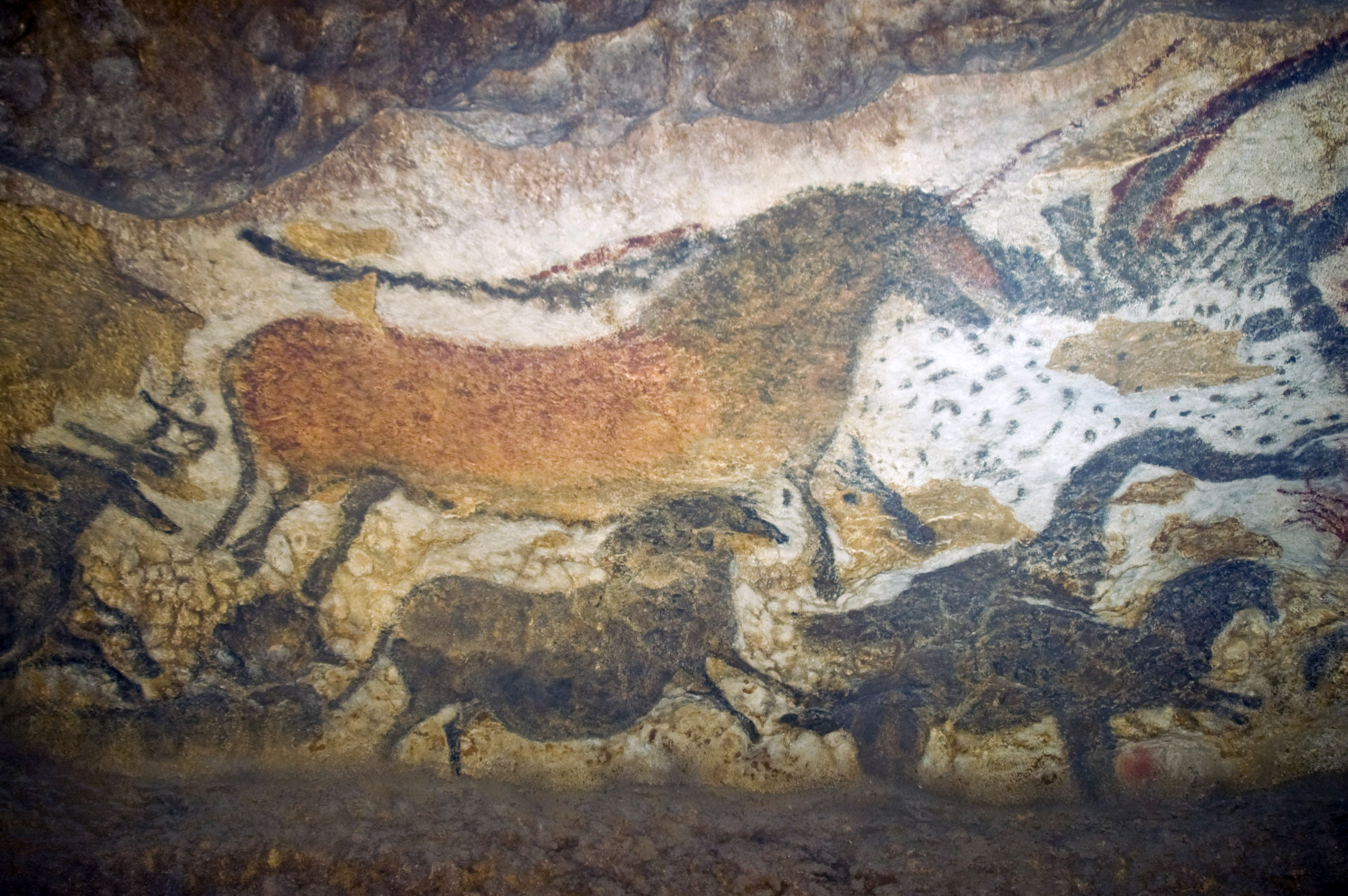
Pintura em Lascaux II

Perante os indícios de deterioração das pinturas, surgidos a partir dos anos 1950, originados principalmente pelo gás carbónico da respiração dos visitantes, em 1963, foi tomada a decisão de encerrar a gruta às visitas de turistas, tendo sido, desde então, adotadas diversas medidas para controlar a atmosfera interior da gruta, a qual recuperou progressivamente o seu brilho original.
Como alternativa à significativa procura turística, foi construída uma réplica de uma parte representativa da caverna ("Divertículo axial" e "Sala dos Touros"). O projeto foi parcialmente financiado pela venda do original ao Estado, em 1972. Parado em 1980, foi logo retomado pelo departamento da Dordogne, sendo inaugurado em 1983.
Uma dupla camada de concreto permitiu reproduzir fielmente a caverna original. As obras parietais foram logo reproduzidas por uma equipa dirigida por M. Peytral.
Situada a 200 m do original, a réplica, batizada como Lascaux II, foi inaugurada a 18 de Julho de 1983.

## Ligação externas
- «Sitio das Grutas de Lascaux» (em francês)